# Ntcheu (distrikt)
Ntcheu är ett av Malawis 28 distrikt och ligger i Central Region. Huvudort är Ntcheu.